# مهدی امین‌رضوی
مهدی امین‌رضوی (متولد ۱۳۳۶ در مشهد) پژوهشگر ایرانی فلسفه و عرفان است. او هم‌اکنون به عنوان استاد فلسفه دین و همچنین مدیر مرکز مطالعات خاورمیانه دانشگاه ماری واشینگتن به فعالیت مشغول است.

## تحصیلات
امین‌رضوی پس از اتمام دوره دبیرستان به آمریکا رفت و در سال ۱۳۵۲ وارد دانشگاه واشینگتن در سیاتل شد. پس از آنکه در رشته‌های برنامه‌ریزی شهری و فلسفه، لیسانس گرفت، دوره فوق‌لیسانس فلسفه را نیز در همین دانشگاه اخذ کرد. امین‌رضوی در رشته مطالعات تطبیقی ادیان مدرک فوق‌لیسانس و در رشته فلسفه ادیان نیز مدرک دکترای خود را از دانشگاه تمپل اخذ کرد. امین‌رضوی به زبان‌های فارسی، اردو، عربی، فرانسه و انگلیسی مسلط است.

## آثار
کتاب «صهبای خرد: شرح احوال و آثار حکیم عمر خیام نیشابوری» اثر مهدی امین رضوی با ترجمه مجدالدین کیوانی به عنوان کتاب سال جمهوری اسلامی ایران در سال ۱۳۸۶ معرفی شد. او تاکنون ۱۵ جلد کتاب و بیش از ۵۰ مقاله فلسفی نوشته‌است که در میان آن‌ها می‌توان کتاب ۵ جلدی «منتخباتی از متون فلسفی در ایران»، «سهروردی و مکتب اشراق»، «فلسفه دین و مسئله تساهل و تسامح» و «شراب خِرَد: زندگی، شعر و فلسفه عمر خیام» که از جمله کتاب‌های پرفروش سال به‌شمار می‌رود را ذکر کرد.